# قيء مفرط حملي
القيء المفرط الحملي (بالإنجليزية: Hyperemesis gravidarum)‏ هو شكل حاد من الغثيان والقيء خلال فترة الحمل، ويتميز بالتقيؤ المتكرر الذي يؤدي إلى تحدد كبير في القدرة على الأكل والشرب وإلى المضاعفات الناجمة من ذلك مثل التجفاف وسوء التغذية. من الطبيعي جدا في النصف الأول من الحمل الشعور بالغثيان المترافق أحيانا بالتقيؤ، ولكن يجب التمييز بين هذه الظواهر الشائعة مثل غثيان الصباح وبين ظاهرة القيء المفرط الحملي الأكثر ندرة. الغثيان المترافق أو غير المترافق بالتقيؤ وما يعرف بغثيان الصباح يظهر لدى 70% من الحوامل. تبدأ هذه الظواهر عادة بين الأسبوع الرابع والأسبوع السابع للحمل، وتنتهي حتى الأسبوع السادس عشر. قد تستمر هذه الظاهرة لدى 10% من النساء لفترة أطول. تتراوح النسبة المئوية للنساء الحوامل المصابات بالقيء المفرط الحملي بين 0.3٪ إلى 2.0٪ من الحوامل.

## الأسباب
سبب القيء المفرط الحملي غير معروف بشكل دقيق ولكن تقول بعض النظريات الرائدة في التشخيص أنه رد فعل سلبي للتغيرات الهرمونية في فترة الحمل. على وجه الخصوص، وهناك نظريا تقول ان أحد الأسباب هو نفسي أو نمط الحياة، لكنها اسباب لم تعد تعتبر في الاونة الاخيرة، تفسيرات مقبولة ومقنعة لحدوث هذه الظاهرة. اسباب هورمونية واسباب متعلقة بتغيير في نشاط الجهاز الهضمي أو وجود مكثف للجرثومة الملوية البوابية (Helicobacter pylori) المتعلقة بتكون القرحة الهضمية.
لقد تم طرح التغييرات الهورمونية الشائعة جدا خلال الحمل، كاحد الأسباب الممكنة للغثيان والتقيؤ خلال فترة الحمل. وتوصلت ابحاث عدة إلى وجود علاقة بين التقيؤ وارتفاع تركيز هورمونات الغدة الدرقية، وتوصلت ابحاث أخرى إلى وجود علاقة مع تركيز هورمون موجهة الغدد التناسلية المشيمائية البشرية (Human Chorionic Gonadothropin - hCG). وهناك ابحاث تذكر علاقة بمستوى هورمون الاستروجين (estrogen) ومستوى هورمون البرولاكتين (prolactine).
النساء اللواتي يعانين من الغثيان اثناء السفر أو عند تناول حبوب منع الحمل، واللواتي يعانين من مرض الشقيقة، تملن أكثر إلى المعاناة من الغثيان والتقيؤ خلال الحمل. كذلك الامر عند نساء مع تاريخ عائلي من القيء المفرط أو وجوده في حمل سابق.
ان الخلل في تركيز الأملاح أو في التوازن الحمضي - القاعدي بالدم.من أهم الأسباب أيضا.
وللملاحظة ليس بشرط ان تكون حالات الغثيان والتقيؤ مرتبطة بالحمل.

## الأعراض
1. فقدان 5٪ أو أكثر من وزن الجسم قبل الحمل.21- الجفاف الذي يسبب حالة الإمساك.
2. نقص التغذية.
3. اختلاجات الأياضة.
4. تغير في حاسة التذوق.
5. حساسية الدماغ على الحركة.
6. هضم الطعام واستيعابه في المعدة ببطء أكثر.
7. تتغير سريع في مستويات الهرمون خلال فترة الحمل.
8. تغيرات في الحالة النفسية والعاطفية مما يسبب اجهاد الحمل على الجسم.
9. نزف تحت الملتحمة (كسر الأوعية الدموية في العين).
10. صعوبة في القيام بالأنشطة اليومية.
11. الهلوسة.

## العلاج
يتم العلاج بشكل موزع حيث ان لكل سبب أو مضاعفات لهذه الحالة علاج منفصل حيث ان الجفاف الشديد يكون بالدعم الغذائي وزيادة السوائل في الجسم وأهمها شرب الماء.
واتباع نظام غذائي غني بالكربوهيدرات واتضح ان الزنجبيل يكون علال في معالجة الغثيان المرتبط بالحمل. في بعض الأحيان يكون الدواء له مضاعفات خطيرة على المرأة الحامل والجنين ولكن العلاج المعياري في معظم دول العالم هو دواء بيريدوكسين (Bendectin)الذي لا يسبب تشوهات خلقية للجنين وهناك ادوية أخرى مثل
ان عدم وضوح الخلفية الفيزيولوجية لهذه الظاهرة لا يترك امام الأطباء سوى مراقبة وضع المراة ودعمها ومحاولة منع المضاعفات الممكنة عندها من المهم أن تحصل النساء على الرعاية المبكرة خلال فترة الحمل. وهذا يمكن أن يساعد في الحد من مضاعفات المرض.و أيضا، لأن الاكتئاب يمكن أن يكون شرطا ثانويا من اسباب قيء مفرط حملي، تحتاج الحامل إلى دعم عاطفي، وتقديم المشورة في بعض الأحيان حتى يمكن أن تكون ذات فائدة.